# خط طول 90° غرب
خط طول 90° غرب هو أحد خطوط الطول الجغرافية، والتي تمتد من القطب الشمالي الجغرافي إلى القطب الجنوبي الجغرافي، وحسب التحويل الزمني يتأخر خط طول 90° غرب عن خط غرينتش بـ6 ساعة و0 دقيقة.

## من القطب إلى القطب
ينطلق خط طول 90° غرب من القطب الشمالي نحو القطب الجنوبي مرورا بالمناطق التي ترد في الجدول التالي:
| الإحداثيات                         | البلد أو الإقليم أو البحر | ملاحظات |
| ---------------------------------- | ------------------------- | --- |
| 90°0′N 90°0′W / 90.000°N 90.000°W  | المحيط المتجمد الشمالي    | |
| 81°54′N 90°0′W / 81.900°N 90.000°W | كندا                      | نونافوت — جزيرة إليسمير |
| 81°1′N 90°0′W / 81.017°N 90.000°W  | Nansen Sound              | |
| 80°31′N 90°0′W / 80.517°N 90.000°W | كندا                      | نونافوت — جزيرة أكسل هايبرغ |
| 78°17′N 90°0′W / 78.283°N 90.000°W | Norwegian Bay             | |
| 77°22′N 90°0′W / 77.367°N 90.000°W | كندا                      | نونافوت — جزيرة غراهام (نونافوت) |
| 77°13′N 90°0′W / 77.217°N 90.000°W | Norwegian Bay             | |
| 76°50′N 90°0′W / 76.833°N 90.000°W | كندا                      | نونافوت — North Kent Island و جزيرة ديفون |
| 74°34′N 90°0′W / 74.567°N 90.000°W | Barrow Strait             | |
| 74°4′N 90°0′W / 74.067°N 90.000°W  | كندا                      | نونافوت — Prince Leopold Island |
| 73°59′N 90°0′W / 73.983°N 90.000°W | Prince Regent Inlet       | |
| 72°4′N 90°0′W / 72.067°N 90.000°W  | كندا                      | نونافوت — بافن (جزيرة) |
| 71°31′N 90°0′W / 71.517°N 90.000°W | خليج بوتيا                | |
| 69°7′N 90°0′W / 69.117°N 90.000°W  | كندا                      | نونافوت — several islands including جزيرة هيلين, و the mainland |
| 63°46′N 90°0′W / 63.767°N 90.000°W | خليج هدسون                | |
| 57°1′N 90°0′W / 57.017°N 90.000°W  | كندا                      | مانيتوبا أونتاريو — من 56°13′N 90°0′W / 56.217°N 90.000°W |
| 48°3′N 90°0′W / 48.050°N 90.000°W  | الولايات المتحدة          | مينيسوتا |
| 47°49′N 90°0′W / 47.817°N 90.000°W | بحيرة سوبيريور            | |
| 46°41′N 90°0′W / 46.683°N 90.000°W | الولايات المتحدة          | ميشيغان ويسكونسن — من 46°19′N 90°0′W / 46.317°N 90.000°W إلينوي — من 42°30′N 90°0′W / 42.500°N 90.000°W ميزوري — من 37°58′N 90°0′W / 37.967°N 90.000°W, passing a mile و a half (2 km) east of سنت جينيفيف أركنساس — من 36°0′N 90°0′W / 36.000°N 90.000°W تينيسي — من 35°33′N 90°0′W / 35.550°N 90.000°W, مرورا عبر ممفيس (تينيسي) (في 35°8′N 90°0′W / 35.133°N 90.000°W) مسيسيبي — من 35°0′N 90°0′W / 35.000°N 90.000°W لويزيانا — من 31°0′N 90°0′W / 31.000°N 90.000°W, مرورا بشرق نيو أورلينز (في 29°58′N 90°3′W / 29.967°N 90.050°W) |
| 29°13′N 90°0′W / 29.217°N 90.000°W | خليج المكسيك              | |
| 21°10′N 90°0′W / 21.167°N 90.000°W | المكسيك                   | ولاية يوكاتان ولاية كامبيتشي — من 20°28′N 90°0′W / 20.467°N 90.000°W |
| 17°49′N 90°0′W / 17.817°N 90.000°W | غواتيمالا                 | |
| 13°57′N 90°0′W / 13.950°N 90.000°W | السلفادور                 | |
| 13°41′N 90°0′W / 13.683°N 90.000°W | المحيط الهادئ             | مرورا بغرب جزيرة جينوفيسا, أرخبيل غالاباغوس, الإكوادور (في 0°19′N 89°58′W / 0.317°N 89.967°W) · مرورا بشرق جزيرة سانتا في, أرخبيل غالاباغوس, الإكوادور (في 0°49′S 90°2′W / 0.817°S 90.033°W) |
| 60°0′S 90°0′W / 60.000°S 90.000°W  | المحيط الجنوبي            | |
| 72°28′S 90°0′W / 72.467°S 90.000°W | القارة القطبية الجنوبية   | Border between المطالب الإقليمية بالقارة القطبية الجنوبية (to the west) و المقاطعة التشيلية بالقارة القطبية الجنوبية (to the east), تملكه تشيلي |